# Човек од земље
„Човек од земље” је југословенски филм из 1984. године. Режирао га је Агим Сопи који је написао и сценарио.

## Улоге
| Глумац          | Улога  |
| --------------- | ------ |
| Абдурахман Шаља | Соколи |
| Авдуш Хасани    | Мема   |
| Рамадан Малај   | Бурри  |
| Бислим Мусај    | Бардхи |
| Хазир Муфтари   |        |
| Теута Рахмани   | Хана   |
| Лумние Сопи     | Тринга |